# Un capitaine de quinze ans (film, 1945)
Pour les articles homonymes, voir Un capitaine de quinze ans et Un capitaine de quinze ans (film, 1974).
Pour plus de détails, voir Fiche technique et Distribution.
Un capitaine de quinze ans (en russe : Пятнадцатилетний капитан) est un film d'aventure soviétique en noir et blanc produit par Gorki Film Studio, sorti en 1945. Il est tiré du roman éponyme de Jules Verne. L'histoire est portée à l'écran par Vassili Jouravlev, avec Vsevolod Larionov dans son premier rôle au cinéma.

## Fiche technique
- Titre : Un capitaine de quinze ans
- Titre original : Пятнадцатилетний капитан, Pyatnadtsatiletniy kapitan
- Réalisation : Vassili Jouravlev
- Scénario : Vassili Jouravlev, Gueorgui Grebner (ru)
- Assistant réalisateur Genrikh Oganessian
- Photographie : Youli Fogelman (ru)
- Directeur artistique : Aleksandr Dikhtyar, Sergueï Kozlovski
- Musique : Nikita Bogoslovski
- Son : Nikolaï Ozornov
- Maquillage : Anatoli Ivanov
- Costumier : Olga Kroutchinina
- Pays d'origine :  Union soviétique
- Production : Gorki Film Studio
- Format : noir et blanc
- Genre : film d'aventure
- Durée : 83 minutes
- Date de sortie : 1945

## Distribution
- Vsevolod Larionov : Dick Sand
- Aleksander Khvylia : capitaine Hull
- Mikhaïl Astangov : Negoro
- Elena Ismaïlova (ru) : Mrs. Weldon
- Azary Messerer (ru) : Jacky
- Pavel Soukhanov (ru) : Cousin Bénédict
- Viktor Koulakov (ru) : Harris
- Coretta Alfred (ru) : Nan
- Ossip Abdoulov (ru) : Alvez
- Sergueï Tsenine (ru) : Warby
- Weiland Rodd : Hercule
- Aram Kuk : Tomas
- Ivan Bobrov : Mgannga